# District de Tatabánya
Le district de Tatabánya (en hongrois : Tatabányai járás) est un des 6 districts du comitat de Komárom-Esztergom en Hongrie. Créé en 2013, il compte 85 054 habitants et rassemble 10 localités : 9 communes et une seule ville, Tatabánya, son chef-lieu.

## Localités
- Gyermely
- Héreg
- Környe
- Szomor
- Szárliget
- Tarján
- Tatabánya
- Várgesztes
- Vértessomló
- Vértesszőlős